# East Flat Rock
East Flat Rock é uma Região censo-designada localizada no estado norte-americano de Carolina do Norte, no Condado de Henderson.

## Demografia
Segundo o censo norte-americano de 2000, a sua população era de 4151 habitantes.

## Geografia
De acordo com o United States Census Bureau tem uma área de
8,4 km², dos quais 8,4 km² cobertos por terra e 0,0 km² cobertos por água.

## Localidades na vizinhança
O diagrama seguinte representa as localidades num raio de 8 km ao redor de East Flat Rock.